# Secretaria da Educação do Estado de São Paulo
| Secretaria da Educação do Estado de São Paulo                                  | |
| Praça da República, 53, República São Paulo, SP http://www.educacao.sp.gov.br/ | |
| Criação                                                                        | 1947 (78 anos) (como Secretaria da Educação) 1891 (134 anos) (como Secretaria de Estado do Interior e Instrução Pública) |
| Secretaria de Educação do Estado de São Paulo.                                 | |
| Secretaria de Educação do Estado de São Paulo.                                 | |
| Atual secretário                                                               | Renato Feder |

A Secretaria da Educação do Estado de São Paulo (SEDUC-SP) é o órgão estadual responsável pelos assuntos relacionados à rede de educação no estado de São Paulo. É uma das 25 secretarias que integram o Governo do Estado de São Paulo.

## A Secretaria
A Secretaria da Educação do Estado de São Paulo possui a maior rede de ensino do Brasil, com 5,4 mil escolas autônomas e vinculadas, aproximadamente 3,5 milhões de alunos e 234 mil servidores nos quadros do Magistério (QM), no Quadro de Apoio Escolar (QAE) e no Quadro da Secretaria da Educação (QSE). São 190 mil professores e 5 mil diretores de escolas distribuídos em 91 Diretorias Regionais de Ensino, que se agrupam em 15 Polos Regionais.
A estrutura da SEDUC-SP conta com dois órgãos vinculados, sendo eles o Conselho Estadual de Educação (CEE) e a Fundação para o Desenvolvimento da Educação (FDE) e seis Coordenadorias: Escola de Formação e Aperfeiçoamento dos Profissionais da Educação “Paulo Renato Costa Souza” (EFAPE); Coordenadoria Pedagógica (COPED); Coordenadoria de Informação, Tecnologia, Evidência e Matrícula (CITEM); Coordenadoria de Infraestrutura e Serviços Escolares (CISE); Coordenadoria de Gestão de Recursos Humanos (CGRH); Coordenadoria de Orçamento e Finanças (COFI).
Localizada na Casa Caetano de Campos desde 19 de fevereiro de 1979, na Praça da República, região central da cidade, a SEDUC ocupa um edifício tombado como bem cultural do Estado e do Município de São Paulo, pelo Conselho de Defesa do Patrimônio Histórico Artístico Arqueológico e Turístico do Estado de São Paulo (CONDEPHAAT), e pelo Conselho Municipal de Preservação do Patrimônio Histórico, Cultural e Ambiental da Cidade de São Paulo (CONPRESP).

## Estrutura

### Coordenadorias

#### Escola de Formação e Aperfeiçoamento dos Profissionais da Educação “Paulo Renato Costa Souza”  (EFAPE)
A Escola de Formação e Aperfeiçoamento dos Profissionais da Educação “Paulo Renato Costa Souza” (EFAPE) é uma iniciativa pioneira no país. Criada em 2009 como parte do Programa “Mais Qualidade na Escola”, tem como propósito o desenvolvimento profissional dos servidores da SEDUC-SP, com foco na atuação prática e incorporando as novas tecnologias como ferramentas da formação continuada.
Os cursos ofertados pela EFAPE combinam o ensino a distância, por meio do sistema de videoconferências da Rede do Saber/EFAPE, webconferências e de ambientes virtuais de aprendizagem, com atividades presenciais e em serviço para mais de 245 mil servidores presentes nos órgãos centrais e vinculados, em 91 diretorias de ensino e em 5.400 escolas.
A EFAPE atua também na formação de profissionais ingressantes na rede estadual paulista de ensino, por meio dos cursos de formação específica. 

#### Coordenadoria Pedagógica (COPED)
A Coordenadoria Pedagógica (COPED) tem como atribuições elaborar, atualizar e normatizar o currículo da Educação Básica, além de propor diretrizes pedagógicas e definir materiais e recursos educacionais, inclusive para uso e implementação de tecnologias no Ensino Fundamental e Médio.
Ademais, deve dimensionar e definir o perfil do Quadro do Magistério, assim como garantir o desenvolvimento do mesmo, conjuntamente com a Escola de Formação e Aperfeiçoamento dos Profissionais da Educação do Estado de São Paulo “Paulo Renato Costa Souza”  (EFAPE).
Por fim, tem como responsabilidade analisar e avaliar os resultados do ensino, propondo, quando necessário, medidas, diagnósticos e recomendações para melhoria da qualidade, inclusive através do subsídio e formulação das políticas, programas e projetos educacionais.

#### Coordenadoria de Informação, Tecnologia, Evidências e Matrícula (CITEM)
Gerenciar informações é umas das atribuições centrais da Coordenadoria de Informação, Tecnologia, Evidências e Matrícula (CITEM). O órgão é responsável por organizar e gerenciar estrategicamente sistemas de informações na área educacional, processo que abrange estatísticas, avaliações e indicadores de gestão. A elaboração de propostas relativas às normas e procedimentos referentes aos sistemas informatizados da Secretaria da Educação, assim como a divulgação e implementação destes sistemas, também figuram entre suas principais tarefas.
Além dos sistemas de informações, também está sob responsabilidade da CITEM a análise de resultados das avaliações e informações do sistema de ensino da rede estadual de São Paulo, como por exemplo, o Saresp (Sistema de Avaliação do Rendimento Escolar do Estado de São Paulo) e o Idesp (Índice de Desenvolvimento da Educação de São Paulo). Para tanto, a Coordenadoria realiza diagnósticos e elabora recomendações para subsidiar a formulação das políticas, programas e projetos educacionais, em articulação com a Coordenadoria Pedagógica (COPED).
A Central de Atendimento da Secretaria da Educação também faz parte da estrutura organizacional da CITEM. Sua principal atribuição é planejar e coordenar o processo de atendimento ao usuário, de forma presencial e eletrônica. É por meio da Central de Programação do Atendimento que se estabelece a interface com os órgãos da Secretaria para obtenção de informações específicas, que são elaboradas e preparadas na forma adequada para disseminação e disponibilização ao usuário.

#### Coordenadoria de Infraestrutura e Serviços Escolares (CISE)
A Coordenadoria de Infraestrutura e Serviços Escolares – CISE tem como eixo de atuação gerir infraestrutura e suprimentos e assistir aos alunos. Tem como atribuições principais implementar o plano de obras da Secretaria e os programas de manutenção da rede escolar; elaborar termos de referências para licitações;  acompanhar a execução dos contratos de obras, serviços e fornecimentos escolares;  desenvolver e operacionalizar programas de atendimento aos alunos, como merenda escolar, transporte, saúde  e acessibilidade, em articulação com as demais áreas da Secretaria e do Governo do Estado.

#### Coordenadoria de Gestão de Recursos Humanos (CGRH)
A Coordenadoria de Gestão de Recursos Humanos (CGRH) foi criada em substituição ao Departamento de Recursos Humanos, extinto após o decreto de reestruturação da Secretaria da Educação, em 2011. Por meio de unidades integrantes de sua estrutura, a Coordenadoria tem entre suas principais atribuições planejar, gerenciar, coordenar, controlar e executar atividades inerentes à administração de recursos humanos.
O principal objetivo da CGRH é a melhoria constante nos procedimentos operacionais e de gestão de recursos humanos da Secretaria da Educação, promovendo a adoção de todas e quaisquer medidas necessárias para este fim. Entre as medidas básicas necessárias estão: a promoção e articulação entre as unidades da Coordenadoria e destas com as demais unidades da Secretaria; a elaboração de relatórios que consolidem informações para subsidiar decisões da Administração Superior, em matéria de recursos humanos; a análise do impacto da implantação de planos e programas nos quadros de pessoal da Secretaria, articulando, com as áreas envolvidas e a Escola de Formação e Aperfeiçoamento dos Professores, a adoção de medidas para os ajustes necessários.

#### Coordenadoria de Orçamento e Finanças (COFI)
A Coordenadoria de Orçamento e Finanças agrupa toda a administração financeira e orçamentária da Secretaria da Educação. Entre suas atribuições estão o planejamento, gerenciamento, controle e, quando necessário, a execução de atividades inerentes à administração de orçamento e finanças. A Coordenadoria é responsável por preparar expedientes a serem encaminhados ao Tribunal de Contas do Estado e acompanhar a aprovação das despesas efetuadas.
Um dos grandes objetivos da COFI é desenvolver estudos e promover a implantação de sistemas de apuração de custos, visando o acompanhamento e otimização da aplicação de recursos da Secretaria. Para isso, a equipe trabalha diariamente na elaboração de relatórios que consolidam informações relativas à administração financeira e orçamentária, para subsidiar decisões da Administração Superior; atender solicitações de órgãos de Governo, em especial os de controle interno e externo. Também faz parte de suas atribuições acompanhar auditorias dos órgãos de controle interno e externo, assim como orientar, acompanhar e avaliar a execução orçamentária, inclusive remanejamentos internos, créditos suplementares, antecipação e contingenciamentos.

### Órgãos Vinculados

#### Fundação para o Desenvolvimento da Educação (FDE)
Criada em 23 de junho de 1987, a Fundação para o Desenvolvimento da Educação - FDE é responsável por viabilizar a execução das políticas educacionais definidas pela Secretaria da Educação do Estado de São Paulo, implantando e gerindo programas, projetos e ações destinadas a garantir o bom funcionamento, o crescimento e o aprimoramento da rede pública estadual de ensino.
Entre suas principais atribuições estão construir escolas, reformar, adequar e manter os prédios, salas de aula e outras instalações; oferecer materiais e equipamentos necessários à Educação; gerenciar os sistemas de avaliação de rendimento escolar; e viabilizar meios e estruturas para a capacitação de dirigentes, professores e outros agentes educacionais e administrativos, visando sempre à melhor qualidade do ensino e à aplicação apropriada das políticas educativas definidas pelo Estado. 
Para garantir o cumprimento de tais responsabilidades, a Fundação põe em prática uma série de iniciativas voltadas ao desenvolvimento de ações que possibilitam a integração da comunidade escolar à sociedade que a envolve. 
Seguindo determinações da Secretaria da Educação, a Fundação também é responsável por desenvolver pesquisas voltadas ao aprimoramento do sistema pedagógico aplicado ao ensino, e ferramentas e equipamentos educacionais disponíveis à rede pública, incluindo recursos didáticos e de informática, entre outros. 
Ao responsabilizar-se pela aplicação das políticas públicas da Secretaria da Educação, a FDE desempenha papel essencial na gestão da Educação, garantindo infraestrutura para a maior rede pública de ensino da América Latina, com mais de 5.400 escolas distribuídas pelos 645 municípios paulista, frequentada diariamente por mais de 3,7 milhões de alunos.

#### Conselho Estadual de Educação  (CEE)
Atua como órgão normativo, deliberativo e consultivo do sistema educacional público e privado paulista. É quem estabelece regras para todas as escolas de todas as redes - estaduais, municipais e particulares - de educação infantil, ensino fundamental, ensino médio e profissional, seja presencial ou a distancia. Também cabe ao CEE-SP orientar as instituições de ensino superior públicas do Estado, bem como credenciar seus cursos. Esta atribuição lhe é dada tanto pela Constituição Estadual quanto pela lei que o criou em 1963.
Trata-se de órgão simultaneamente de esclarecimento e de proposta de soluções, e assim pode exercer sua missão mais alta, tendo como interlocutores governo e comunidade, no objetivo maior de qualificar a educação paulista, pública e privada, de todos os níveis. Possui 24 conselheiros, com mandatos de três anos.

#### Conselho Estadual de Alimentação Escolar de São Paulo (CEAE-SP)
O Conselho Estadual de Alimentação Escolar de São Paulo (CEAE-SP) é quem zela pela qualidade dos alimentos oferecidos e acompanha a aceitação dos cardápios escolares. Por conta dessas atividades, o CEAE-SP compõe o Programa Nacional de Alimentação Escolar (PNAE).
O CEAE-SP é um órgão colegiado instituído pelos estados, Distrito Federal e municípios, em suas respectivas jurisdições administrativas, que desenvolve um papel fiscalizador, permanente, deliberativo e de assessoramento.

## Secretários da Educação
| N° | Nome                                           | Foto             | Período                                          | Denominação                                   | Governador            | Referência    |
| -- | ---------------------------------------------- | ---------------- | ------------------------------------------------ | --------------------------------------------- | --------------------- | ------------- |
| 1  | Francisco Braslliense Fusco                    |                  | 1947                                             | Secretaria de Estado dos Negócios da Educação | Adhemar de Barros     |               |
| 2  | Thales Castanho de Andrade                     |                  | 1948 - 1951                                      | Secretaria de Estado dos Negócios da Educação | Adhemar de Barros     |               |
| 3  | Antônio de Oliveira Costa                      |                  | 31 de janeiro de 1951 até 31 de janeiro de 1955  | Secretaria de Estado dos Negócios da Educação | Lucas Nogueira Garcez |               |
| 4  | Carolina Ribeiro                               |                  | 31 de janeiro de 1955 até 31 de janeiro de 1959  | Secretaria de Estado dos Negócios da Educação | Jânio Quadros         | [ 13 ]        |
| 5  | Chopin Tavares de Lima                         |                  | 31 de janeiro de 1959 até 31 de janeiro de 1963  | Secretaria de Estado dos Negócios da Educação | Carvalho Pinto        | [ 14 ]        |
| 6  | José Carlos de Ataliba Nogueira                |                  | 31 de janeiro de 1963 até 6 de junho de 1966     | Secretaria de Estado dos Negócios da Educação | Adhemar de Barros     |               |
| 7  | Paulo Gomes Romeu                              |                  | 6 de junho de 1966 até 31 de janeiro de 1967     | Secretaria de Estado dos Negócios da Educação | Laudo Natel           | [ 15 ]        |
| 8  | Antonio Barros de Ulhoa Cintra                 |                  | 1° de fevereiro de 1967 até 15 de abril de 1969  | Secretaria de Estado dos Negócios da Educação | Abreu Sodré           | [ 16 ]        |
| 9  | Paulo Tolle                                    |                  | 16 de abril de 1969 até 14 de março de 1971      | Secretaria de Estado de Educação e Cultura    | Abreu Sodré           | [ 17 ]        |
| 10 | Esther Ferraz                                  |                  | 14 de março de 1971 até agosto de 1973           | Secretaria de Estado de Educação e Cultura    | Abreu Sodré           | [ 18 ]        |
| 11 | Paulo Gomes Romeu                              |                  | agosto de 1973 até 15 de março de 1975           | Secretaria de Estado da Educação              | Laudo Natel           | [ 15 ]        |
| 12 | José Bonifácio Coutinho Nogueira               |                  | 15 de março de 1975 até 15 de março de 1979      | Secretaria de Estado da Educação              | Paulo Egydio Martins  | [ 19 ]        |
| 13 | Luiz Ferreira Martins                          |                  | 15 de março de 1979 até 7 de março de 1982       | Secretaria de Estado da Educação              | Paulo Maluf           |               |
| 14 | Jessen Vidal                                   |                  | 8 de março de 1982 até 14 de março de 1983       | Secretaria de Estado da Educação              | Paulo Maluf           | [ 20 ]        |
| 14 | Jessen Vidal                                   | José Maria Marin | 8 de março de 1982 até 14 de março de 1983       | Secretaria de Estado da Educação              |                       | [ 20 ]        |
| 15 | Paulo de Tarso Santos                          |                  | 15 de março de 1983 até 28 de maio de 1984       | Secretaria de Estado da Educação              | Franco Montoro        | [ 21 ] [ 22 ] |
| 16 | Paulo Renato Souza                             |                  | 29 de meio de 1984 até 19 de abril de 1986       | Secretaria de Estado da Educação              | Franco Montoro        | [ 22 ]        |
| -  | Bresser Pereira (Interino)                     |                  | 20 de abril de 1986 até 15 de maio de 1986       | Secretaria de Estado da Educação              | Franco Montoro        | [ 22 ]        |
| 17 | José Aristodemo Pinotti                        |                  | 16 de maio de 1986 até 15 de março de 1987       | Secretaria de Estado da Educação              | Franco Montoro        | [ 22 ]        |
| 18 | Chopin Tavares de Lima                         |                  | 15 de março de 1987 ate 3 de agosto de 1989      | Secretaria de Estado dos Negócios da Educação | Orestes Quércia       | [ 23 ] [ 22 ] |
| 19 | Wagner Rossi                                   |                  | 4 de agosto de 1989 até 10 de janeiro de 1990    | Secretaria de Estado dos Negócios da Educação | Orestes Quércia       | [ 22 ]        |
| 20 | José Goldemberg                                |                  | 11 de janeiro de 1990 até 6 de abril de 1990     | Secretaria de Estado dos Negócios da Educação | Orestes Quércia       | [ 22 ]        |
| 21 | Carlos Estevam Martins                         |                  | 7 de abril de 1990 até 15 de março de 1991       | Secretaria de Estado dos Negócios da Educação | Orestes Quércia       | [ 22 ]        |
| 22 | Fernando Morais                                |                  | 15 de março de 1991 até 3 de setembro de 1993    | Secretaria Estadual de Educação               | Fleury Filho          | [ 22 ]        |
| -  | Luiz Patrício Cintra do Prado Filho (Interino) |                  | 3 de setembro de 1993 até 10 de setembro de 1993 | Secretaria Estadual de Educação               | Fleury Filho          | [ 22 ]        |
| 23 | Carlos Estevam Martins                         |                  | 10 de setembro de 1993 até 1° de janeiro de 1995 | Secretaria Estadual de Educação               | Fleury Filho          | [ 22 ]        |
| 24 | Rose Neubauer                                  |                  | 1° de janeiro de 1995 até 9 de abril de 2002     | Secretaria Estadual de Educação               | Mário Covas           |               |
| 24 | Rose Neubauer                                  | Geraldo Alckmin  | 1° de janeiro de 1995 até 9 de abril de 2002     | Secretaria Estadual de Educação               |                       |               |
| 25 | Gabriel Chalita                                |                  | 9 de abril de 2002 até 31 de março de 2006       | Secretaria Estadual de Educação               |                       |               |
| 26 | Maria Lúcia Vasconcelos                        |                  | 3 de abril de 2006 até 24 de julho de 2007       | Secretaria Estadual de Educação               | Cláudio Lembo         | [ 24 ]        |
| 26 | Maria Lúcia Vasconcelos                        | José Serra       | 3 de abril de 2006 até 24 de julho de 2007       | Secretaria Estadual de Educação               |                       |               |
| 27 | Maria Helena Guimarães de Castro               |                  | 24 de julho de 2007 até 31 de março de 2009      | Secretaria Estadual de Educação               | [ 25 ]                |               |
| 28 | Paulo Renato Souza                             |                  | 31 de março de 2009 até 16 de dezembro de 2010   | Secretaria Estadual de Educação               |                       |               |
| 28 | Paulo Renato Souza                             | Alberto Goldman  | 31 de março de 2009 até 16 de dezembro de 2010   | Secretaria Estadual de Educação               |                       |               |
| -  | Fernando Padula Novaes (Interino)              |                  | 16 de dezembro de 2010 até 1° de janeiro de 2011 | Secretaria Estadual de Educação               |                       |               |
| 29 | Herman Voorwald                                |                  | 1° de janeiro de 2011 até 4 de dezembro de 2015  | Secretaria Estadual de Educação               | Geraldo Alckmin       | [ 26 ]        |
| -  | Cleide Bauab Eid Bochixio (Interina)           |                  | 4 de dezembro de 2015 até 22 de janeiro de 2016  | Secretaria Estadual de Educação               | Geraldo Alckmin       | [ 27 ]        |
| 30 | José Renato Nalini                             |                  | 22 de janeiro de 2016 até 26 de abril de 2018    | Secretaria Estadual de Educação               | Geraldo Alckmin       |               |
| 30 | José Renato Nalini                             | Márcio França    | 22 de janeiro de 2016 até 26 de abril de 2018    | Secretaria Estadual de Educação               |                       |               |
| 31 | João Cury Neto                                 |                  | 26 de abril de 2018 até 1° de janeiro de 2019    | Secretaria Estadual de Educação               | [ 28 ]                |               |
| 32 | Rossieli Soares                                |                  | 1° de janeiro de 2019 até 1° de abril de 2022    | Secretaria Estadual de Educação               | João Doria            | [ 29 ]        |
| -  | Renilda Peres de Lima (Interina)               |                  | 1° de abril de 2022 até 9 de junho de 2022       | Secretaria Estadual de Educação               | Rodrigo Garcia        | [ 30 ]        |
| 33 | Hubert Alquéres                                |                  | 9 de junho de 2022 até 1° de janeiro de 2023     | Secretaria Estadual de Educação               | Rodrigo Garcia        | [ 31 ] [ 30 ] |
| 34 | Renato Feder                                   |                  | 1° de janeiro de 2023 até a atualidade           | Secretaria Estadual de Educação               | Tarcísio de Freitas   | [ 32 ]        |

## Documentação Histórica
A produção documental relativa às atividades da educação pública no Estado de São Paulo foi parcialmente conservada em instituições como o Centro de Referência Mário Covas e, especialmente, por seu volume, o Arquivo Público do Estado de São Paulo (APESP), no qual estão custodiados conjuntos documentais como Fundo Secretaria da Educação do Estado de São Paulo, Fundo Secretaria do Interior (Grupo Instrução Pública) e Fundo Secretaria de Governo da Província (idem)